# 安德鲁·歌斯頓失蹤事件

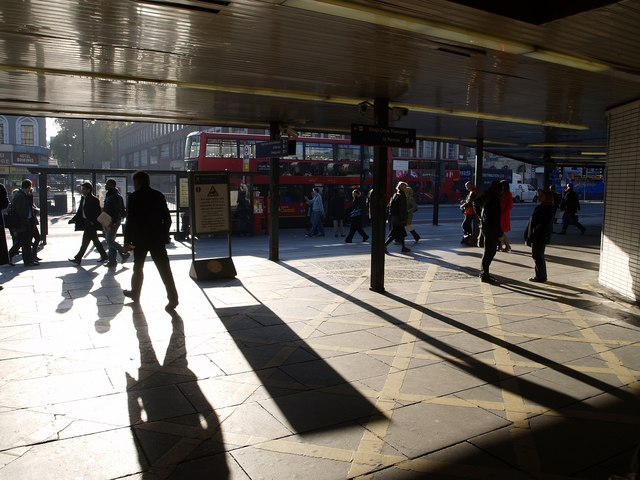
2007 倫敦國王十字車站

安德鲁·歌斯頓（英語：Andrew Paul Gosden，1993年7月10日—），于2007年9月14日在中倫敦失踪，当时14岁。那天，歌斯頓离开了他位於南约克郡唐卡斯特的家，並从银行账户中取出 200 英镑，从唐卡斯特站买了一张去伦敦的单程票。他最后一次出现在閉路電視是他离开倫敦國王十字車站的时候。尽管在歌斯頓失踪后的几年里，许多国家都呼吁提供信息，但戈斯登当天前往伦敦的原因和他随后的命运从未确定。

## 背景

### 家庭生活
歌斯頓一家住在南约克郡唐卡斯特郊区的鲍比 。歌斯頓的父母都是英格蘭教會的基督徒，但他们没有给孩子施洗，因为他们不想把自己的观点强加给他们。在他失踪之前，歌斯頓已经十八个月没有去教堂了。他曾是一名幼童军，但在失踪前几个月告诉他的父亲，他不會再参与。歌斯頓的家人将他描述为一只「家鸟(home bird)」，很少离开房子，而且永远不要不说他要去哪，所以歌斯頓被他的家人称为「房间(Roo)」。